# دوردون

بقايا هيكل حوت رُمحيّ الأسنان أو الدوردون البائد في وادي الحيتان بمحمية وادي الريان بالفيوم.

الدوريودون أو الدوردون (بالإنجليزية: Dorudon)‏ ينتمي إلى رتبة الحيتان القديمة، عاش في عصر الإيوسين من حوالي 40-42 مليون سنة، اكتشف في وادي الحيتان في مصر فيما كان يعرف قديما بالبحر التيثي، كما عثر عليه أيضا في آسيا وأمريكا الشمالية وأوروبا ونيوزلندا. كان يتغذى على الأسماك والرخويات، وتوجد دائما هياكل الدوردون على شكل دائرة ويرجع ذلك لقوة عضلات عموده الفقري.
اعتقد في البدء ان الدوردون هو الطور اليافع من الباسيلوسورس ولكن سرعان ما اكتشف انه جنس مختلف حين تم اكتشاف الطور اليافع للدوردون.

## حوت الدوردون الرضيع
اكتشف في وادي الحيتان عمود فقري لحوت الدوردون الرضيع والذي مات وعمره لا يتجاوز العام الواحد، كان يعيش هنا منذ 37 مليون سنة مضت خلال عصر الأيوسين المتأخر. كان يتغذى على الأسماك الصغيرة وكانت تتغذى عليه حيتان الباسيلوسورس الأكبر حجما، وقد تم العثور على جماجم لحيتان الدوردون حديثة السن تحمل أثار اعتداء من حيتان أكبر حجما.

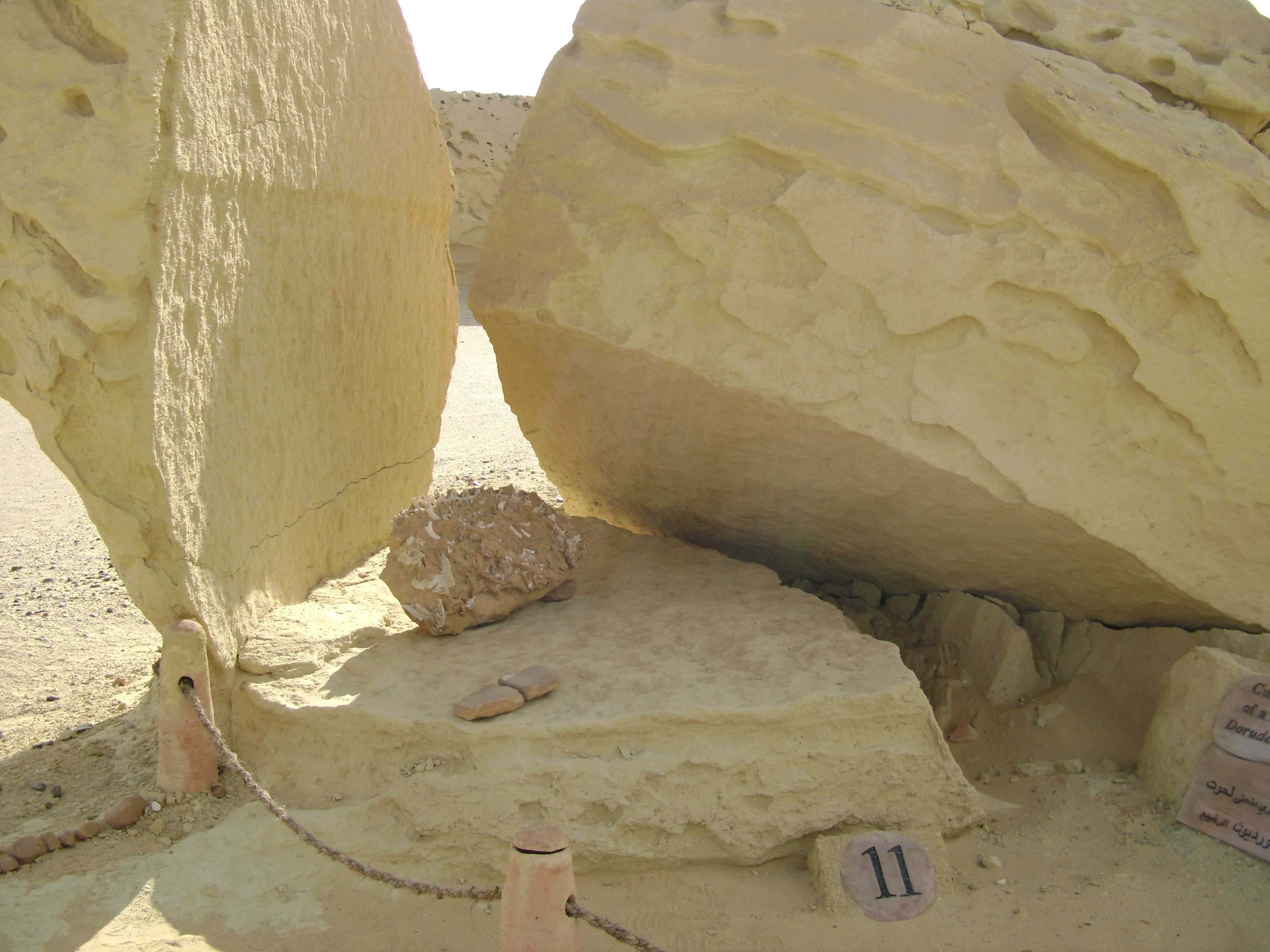
هيكل حوت الدوردون الرضيع.
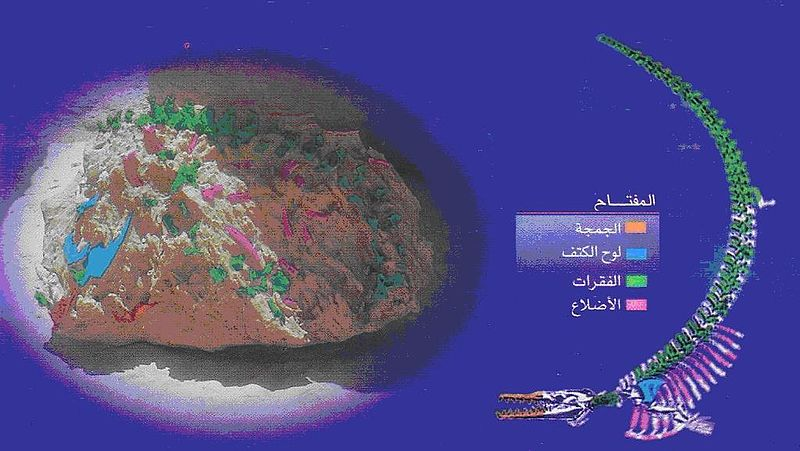
هيكل حوت الدوردون الرضيع في وادي الحيتان- مصر.
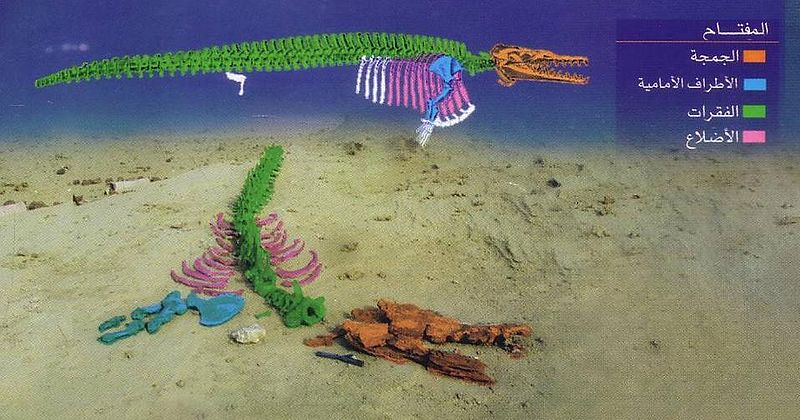
هيكل حوت الدوردون في وادي الحيتان- مصر.
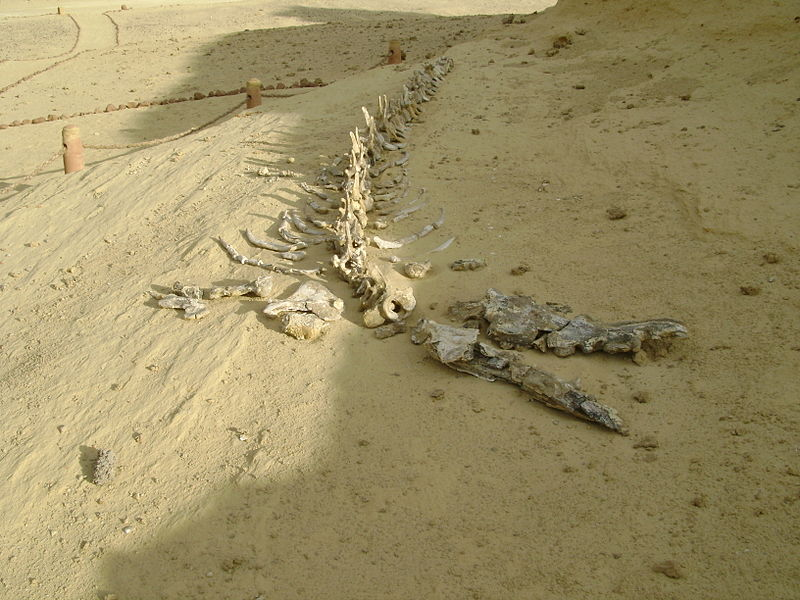
هيكل حوت الدوردون في وادي الحيتان- مصر.